# Vilémovice (Havlíčkův Brod-i járás)
Vilémovice település Csehországban, a Havlíčkův Brod-i járásban. Vilémovice Trpišovice, Světlá nad Sázavou, Pavlov, Ostrov, Ledeč nad Sázavou és Bojiště településekkel határos. Lakosainak száma 260 fő (2024. január 1.).

## Népesség
A település lakosságának változását az alábbi diagram mutatja:
| Lakosok száma | 363  | 327  | 274  | 178  | 204  | 205  | 250  | 258  | 261  | 260  |
|               | 1869 | 1890 | 1921 | 1950 | 1980 | 2001 | 2017 | 2019 | 2022 | 2024 |